# Echnaton
Echnaton (Geburtsname Amenophis IV.; ägyptisch Amenhotep IV.; später Achenaton, engl. Akhenaten) war ein altägyptischer König (Pharao) der 18. Dynastie (Neues Reich) und Sohn von Amenophis III. und Königin Teje. Er erhob den Gott Aton in Gestalt der Sonnenscheibe nebst Tilgung der übrigen Götter zur zentralen Gottheit Ägyptens und weihte ihm seine neue Hauptstadt Achet-Aton. Als Herrscher setzte er auf eine streng nach innen gerichtete Politik und reformierte die altägyptische Kunst.
Echnatons Regierungszeit wird unterschiedlich datiert: ca. 1351–1334 v. Chr., 1340–1324 v. Chr. (Helck) oder 1353–1336 v. Chr. (Krauss).

## Zu seinem Namen
- Amenhotep (IV.) (hieroglyphische Transkription: Jmn ḥtp): ursprünglicher ägyptischer Geburtsname
- Ach-en-Aton (direkte und vollständige hieroglyphische Transliteration [Götter in Hieroglyphenschreibung vorangestellt]: Aton-ach-en, Transkription: Jtn-3ḫ-n, verkürzt: Aton-ach, Jtn-3ḫ; Transkription nach Satzaussage: 3ḫ-n-Jtn = Der Aton dient oder Der Aton nützlich ist); die vermutlich ägyptologisch-korrekte Aussprache seines neuen Namens (d. h. der Transliteration der Hieroglyphen) in deutscher Form: Echnaton.

Eine nachweislich korrekte Aussprache des Neuägyptischen gibt es wegen des Fehlens einer genauen Überlieferung der Vokalität nicht. Nach dem in der Liturgie der koptischen Kirche weitergegebenen (tradierten) Koptischen, der jüngsten Form des Ägyptischen, und weiteren Nebenüberlieferungen kann lediglich die Aussprache Amanchatpa oder Achan-jati(n) rekonstruiert werden.

## Familie
- Vater: Amenophis III.
- Mutter: Teje
- Geschwister: Thutmosis, Sitamun, Iset, Henuttaunebu, Nebet-tah, Baketaton, „Younger Lady“
- Ehefrauen: Nofretete, Kija, „Younger Lady“ (nach den DNS-Untersuchungen eine Schwester des Echnaton und Mutter des Tutanchamun, umstritten), Taduchepa
- Söhne: Tutanchamun[5] (umstritten)
- Töchter: Meritaton, Maketaton, Anchesenpaaton,[5] Neferneferuaton tascherit, Neferneferure, Setepenre.

## Leben und Religion

### Jugendzeit
Über die Jugendzeit von Amenophis IV. ist kaum etwas bekannt. Aus dem Königspalast von Malkatta ist nur ein Krugverschluss erhalten, der von einer „Domäne des wirklichen Königssohnes Amenophis“ berichtet. Amenophis übernahm erst nach dem frühen Tod seines älteren Bruders Thutmosis die Rolle des Thronfolgers. Er wird zur Zeit der Thronbesteigung auf ein Alter von 18 bis 22 Jahren geschätzt. Ob er seine Gemahlin Nofretete vor oder nach diesem Ereignis heiratete, kann nur vermutet werden, doch kam seine älteste Tochter Meritaton bereits im ersten Regierungsjahr zur Welt.

### Thronbesteigung
Amenophis IV. wurde unter dem Thronnamen Nefer-cheperu-Re, Wa-en-Re („schön sind die Gestalten des Re, der Einzige des Re“), Beiname Anch em Maat („der von der Maat lebt“) und daher mit Bezug auf den Gott Re und die Göttin Maat gekrönt. Ob er zunächst Mitregent in den letzten Regierungsjahren seines Vaters war, ist in der Ägyptologie stark umstritten, wird in den letzten Jahren jedoch eher abgelehnt. Indizien dafür waren Titel, die sich entweder auf Ober- oder Unterägypten beziehen (el-Mahdy), die jedoch durch Hornungs These entkräftet werden: zwischen Ober- und Unterägyptern bestand angeblich eine Rivalität, was sich auch an der unterschiedlichen Akzentsetzung des Hauptgottes ausgedrückt haben soll. Wichtig sind in diesem Zusammenhang vor allem die Arbeiten von Rolf Krauss zur Chronologie der Amarna-Zeit, die eine Mitregentschaft, die auch aus inhaltlichen Gründen abgelehnt werden sollte, so gut wie unmöglich macht. Als Bekräftiger der These einer Mitregentschaft kann exemplarisch Cyril Aldred angeführt werden, der von einer Coregentschaft von bis zu 11 Jahren ausging.

### Änderung des politischen Kurses
Ab dem Neuen Reich ist in der religiösen Vorstellungswelt eine deutliche Hinwendung zur Sonne zu beobachten, so leitete schon Thutmosis IV. nach seiner Traumstele seine Legitimation nicht gar von Amun ab, sondern von Harmachis, dem Horus-Gott mit einem solaren Schwerpunkt. Essentielle Grundsteine für die Vormachtstellung des Solarkultes legte jedoch Echnatons Vater Amenophis III. Er hatte den Sonnengott Aton stärker verehrt, zumal innere Kontakte zum Königreich Mitanni (und zum Hethiterreich) bestanden, wo ebenfalls die Sonne die Hauptgottheit darstellte. Sein Sohn und Nachfolger Echnaton ging jedoch noch einen Schritt weiter, indem er in seinem 6. Regierungsjahr eine neue Stadt als Hauptkultzentrum des Aton erbauen ließ und sie zu seinem Regierungssitz machte. Gleichzeitig ließ er im Bereich des Karnak-Tempels östlich des Amun-Bezirkes ein Aton-Heiligtum, das Gem-pa-Aton, erbauen.
Die hier gefundenen Kolossalstatuen geben einen Hinweis auf Echnatons religions-politische Entwicklung. In seiner Jugendzeit in Auftrag gegeben, stellen sie einen Bezug zu der Triade der Ursprungs-Schöpfergötter Atum, Schu und Tefnut her und symbolisieren damit eine von ihm beabsichtigte Rückkehr zu den Fundamenten der ägyptischen Götterwelt. Der Kult dieser Ursprungsgötter war verdrängt worden durch die Verehrung ihrer Nachkommen; jedoch reduzierte Echnaton durch die Rückkehr zu den ersten drei Göttern die Bedeutung der Kulte anderer Götter. Später, in der Amarna-Zeit, wurde Aton der wichtigste, wenngleich nicht der einzige Reichsgott.

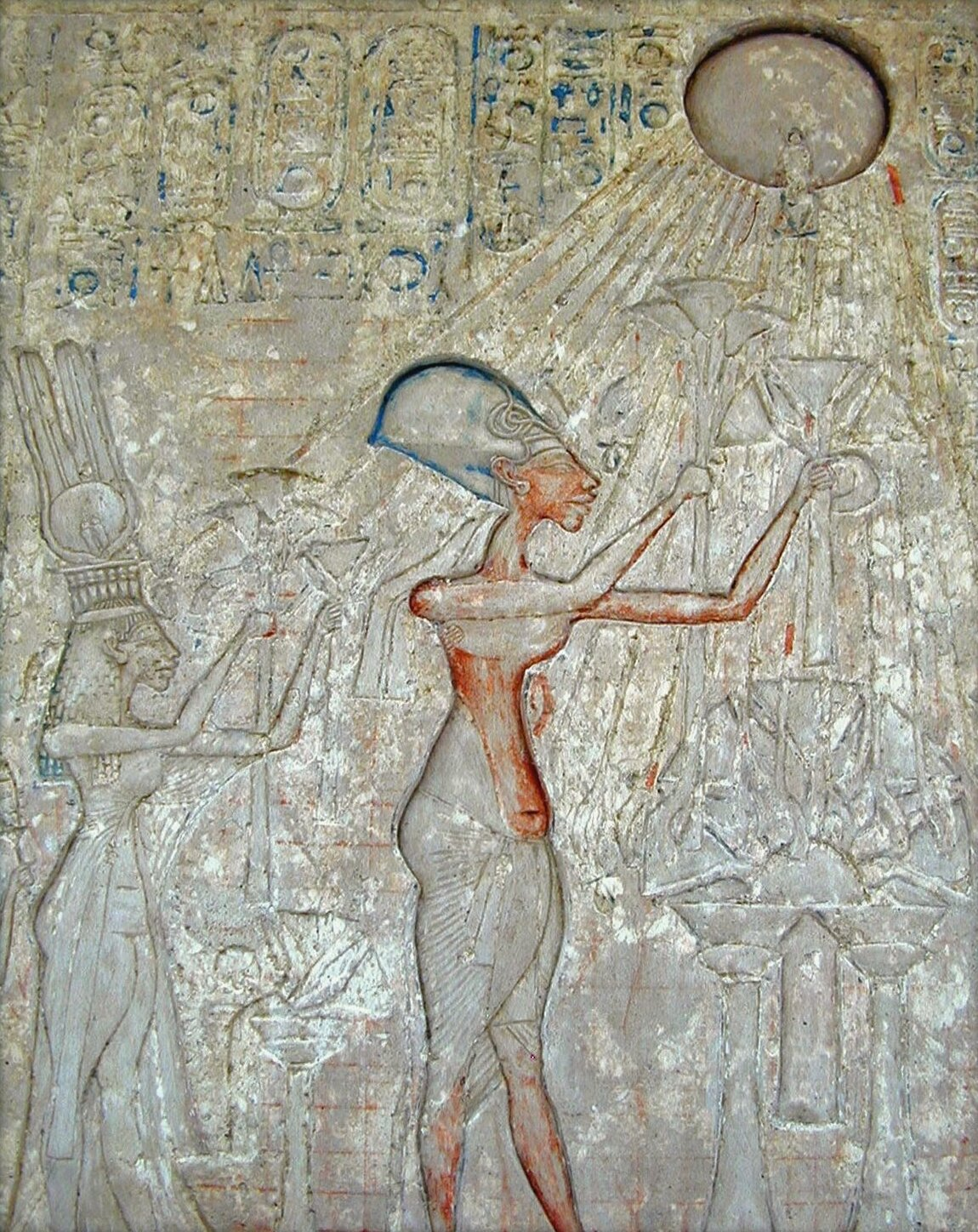
Echnaton mit Familie in Anbetung von Aton

Aton, ursprünglich die Gestalt des Sonnengottes am Abend, wurde in Gestalt der Sonnenscheibe nun zur symbolischen Personifizierung des Reichsgottes und zur Quelle allen Lebens.
Bis zur Zeit Echnatons wurde der Sonnengott als Re-Harachte traditionellerweise mit Menschenkörper, Falkenkopf und der darüber befindlichen Sonnenscheibe immer in seitlicher Ansicht dargestellt. Diese Abbildungsart hatte zur Folge, dass dem Gott immer nur eine einzige Person gegenüberstehen konnte. In der Tradition der alten Ägypter war das stets der Pharao. In der Amarna-Epoche unter Echnaton wurde nunmehr bei der Darstellung des Sonnengottes Aton in der Regel völlig auf den Menschenkörper verzichtet und dieser Gott als nach vorne gedrehte Sonnenscheibe mit Händen an den Enden der Sonnenstrahlen abgebildet. Dadurch konnten jetzt König und Königin zu gleichen Teilen von den Lebenszeichen des Sonnengottes profitieren.
Amun-Re war während der 18. Dynastie zu einem verborgenen Gott transzendiert, der Urgrund allen Seins und Quelle allen Lebens war. In gebildeten Kreisen galten alle übrigen Götter nur als seine Erscheinungsformen. Auch seine Priesterschaft war eigenmächtig und reich geworden, obgleich der Pharao nach der alten Tradition der eigentliche Höchste Priester und Vermittler sein sollte.
Vorläufig gelang es dem Pharao auf eigenen Befehl hin, die als überflüssig empfundenen Erscheinungsformen des Reichsgottes zu verwerfen, zu unterdrücken und gleichzeitig die mächtigen Priesterschaften zu entmachten. Der Pharao und seine Frau wurden damit wieder wie in alten Zeiten die Repräsentanten dieses Gottes auf Erden, der keiner Priesterkaste bedurfte. Der Pharao allein konnte die Segnungen des Höchsten Gottes dem Volk vermitteln. Der Aton-Kult trug dabei offenbar henotheistische Züge. Eine besondere Darstellung der Nofretete auf drei Steinblöcken wird von Forschern als Beweis dafür betrachtet, dass die Gemahlin dem Echnaton als Hohepriesterin diente. Das Volk selbst durfte den Gott nicht anrufen, sondern musste die Vermittlung des Pharao und seiner Frau als Fürbitter in Anspruch nehmen.

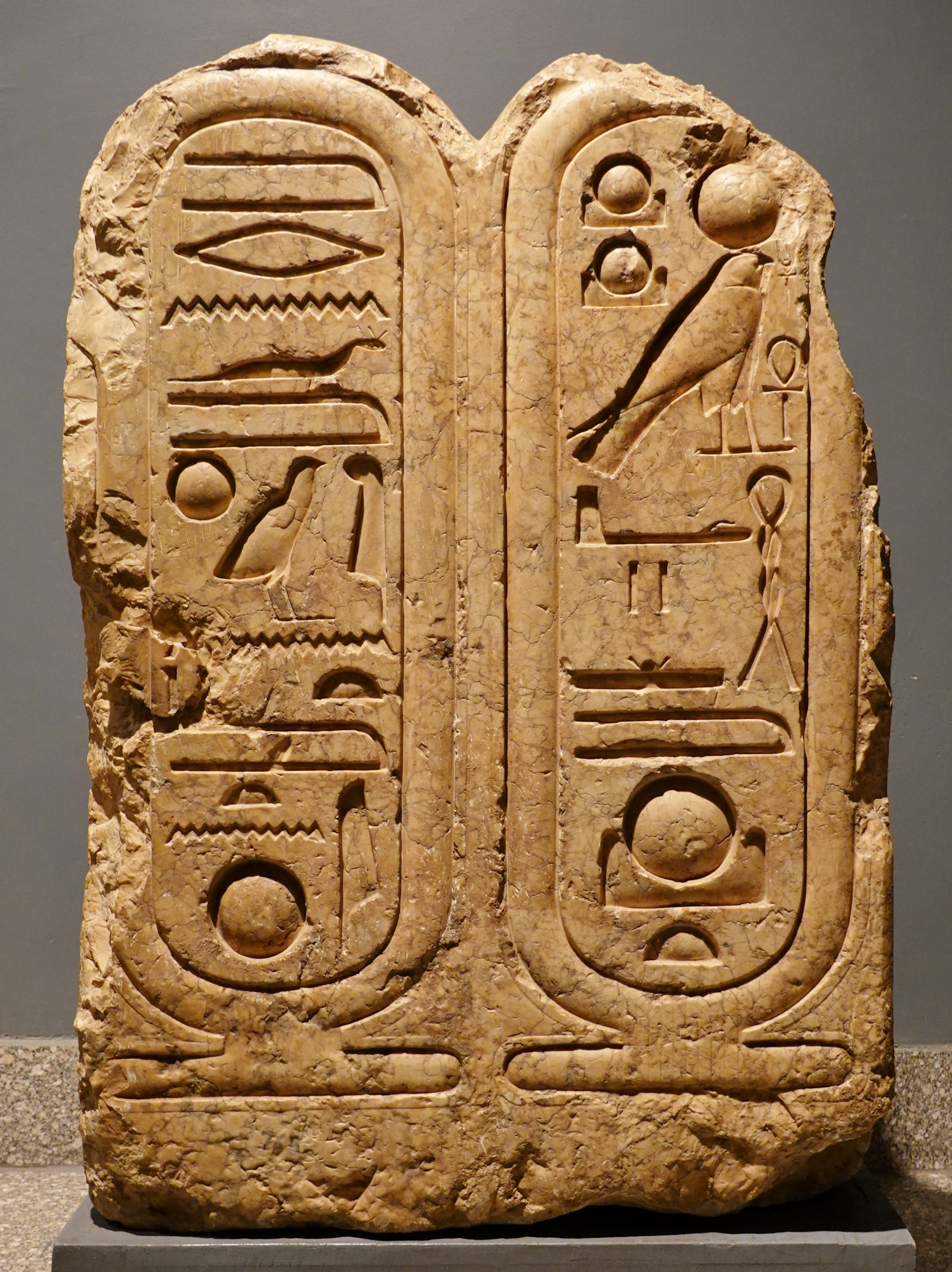
Kartuschen mit dem „alten lehrhaften Namen“ des Aton

Im Felsengrab des früheren Beamten und späteren Pharaos Eje sowie in anderen Gräbern der Epoche wurde Echnatons Atonhymnus gefunden.
Seit seinen Glaubensreformen nannte sich Amenophis IV. Echnaton; er änderte damit nur seinen Geburtsnamen. In allen offiziellen Darstellungen wird lediglich der Thronname erwähnt. Die Namensänderung war somit keine Revolution, sondern eine persönliche Angelegenheit.
Da er deren Existenz nicht bestritt, verbot er den Kult der übrigen Götter nicht. Wenn wohl auch lokal auf Theben begrenzt, kam es dennoch zu Ausschreitungen gegen die Priester bzw. die alten Götternamen auf den Denkmälern. Eine Anordnung Echnatons konnte jedoch nicht nachgewiesen werden; auch in seiner eigenen Hauptstadt existierten zumindest im häuslichen Bereich weiterhin und mit Kenntnis des Pharaos eine Vielzahl anderer Götter.

### Religiöse Auswirkungen
In der Wissenschaft existieren mehrere Theorien hinsichtlich der Tragweite dieser politisch-religiösen Entscheidungen:
1. Echnaton wollte einen Monotheismus einführen, gegen den sich das Volk, die Priester und andere wehrten. Archäologische Zeugnisse für andere Götter sind darauf zurückzuführen.
2. Echnaton strebte lediglich eine Bevorzugung des Gottes Aton an (Monolatrie).
3. Echnaton wollte einen Monotheismus, zog sich in seine Stadt Achet-Aton zurück und überließ das Land sich selbst. Achet-Aton war demnach nur eine religiöse Enklave, während sich der Pharao dem übrigen Land gegenüber gleichgültig verhielt.
4. Echnaton wollte einen Henotheismus einführen, womit sich das übrige Volk mit seinen Funktionsträgern schwer tat. Die anderen Götter wurden nach dieser Auffassung in einer Art Übergangsphase weiterhin geduldet. Die Religion kam nie über diese Übergangsphase hinaus, und nach Echnatons Tod setzten sich die Vertreter der alten Ordnung durch.

Die meisten Ägyptologen bewerten Echnatons Religion als kurze Episode eines Henotheismus, der jedoch einen entscheidenden Einschnitt in den Polytheismus darstellte. Jan Assmann vergleicht daher diesen Einschnitt als implizierten Monotheismus, der aber noch nicht die vollständige Definition des späteren Monotheismus erfülle.

### Gründung von Achetaton
Noch während der Regierungszeit seines Vaters Amenophis III. (eine Mitregentschaft gilt inzwischen als ausgeschlossen) gründete er eine zeitweilige Residenz in Sisala, wo er sich wegen der Durchführung eines Jubelfestes zu Ehren seines Vaters aufhielt und die Feierlichkeiten leitete. Hierin folgte er dem Beispiel seines Vaters, der ebenfalls eine neue Residenz in Malkata gegründet hatte. Schließlich entschied er sich jedoch für einen anderen Ort, der sich 400 km nördlich der ehemaligen Hauptstadt Theben, stromabwärts am Ostufer des Nils befand, einer von Felsformationen umgebenen größeren Sandfläche in Mittelägypten.
Fast genau zwischen Memphis im Norden und Theben im Süden hatte Echnaton in einer der dortigen Felsformationen das Hieroglyphenzeichen für „Horizont“ (= Achet) mit der mythologischen Bedeutung von „Anfang und Ende“ zu erkennen geglaubt, als er mit einem Streitwagen aus Gold und Silber einige Zeit lang flussabwärts gezogen war.
In seinem 5. Regierungsjahr am 13. Peret IV (5. Märzjul./ 21. Februargreg.) beschloss er daher, an diesem Ort seine neue Hauptstadt Achetaton (Horizont des Aton) in der Nähe des heutigen Amarna zu gründen:

„Ich errichte Achetaton für Aton, meinen Vater, an diesem Platz...Ich überschreite die südliche Stele von Achetaton nicht nach Süden, ich werde die nördliche Stele von Achetaton nicht nach Norden überschreiten, um dort Achetaton zu erbauen. Auch errichte ich es ihm (Aton) nicht auf der Westseite von Achetaton, sondern ich baue Achetaton auf der Seite des Sonnenaufgangs, an einer Stelle, die er sich selbst bereitet hat und die für ihn durch ein Gebirge umrahmt ist...Man baue mir ein Grab im Berg von Achetaton, wo die Sonne aufgeht, in welchem meine Bestattung erfolgen soll nach Millionen von Regierungsjubiläen...Man bestatte darin nach Millionen von Jahren die Große königliche Gemahlin Nofretete...und man bestatte darin nach Millionen von Jahren die königliche Tochter Meritaton.“

Damit ist Achetaton – neben Alexandria – die einzige geplante Stadt des Alten Ägypten. Sie enthält einige fremde Elemente wie die Tatsache, dass die Straße von der Residenz zum Tempel besonders breit angelegt wurde, um die Fahrt des Königs im Streitwagen in Anlehnung an die Sonnenfahrt zu ermöglichen.

### Umzug nach Achetaton

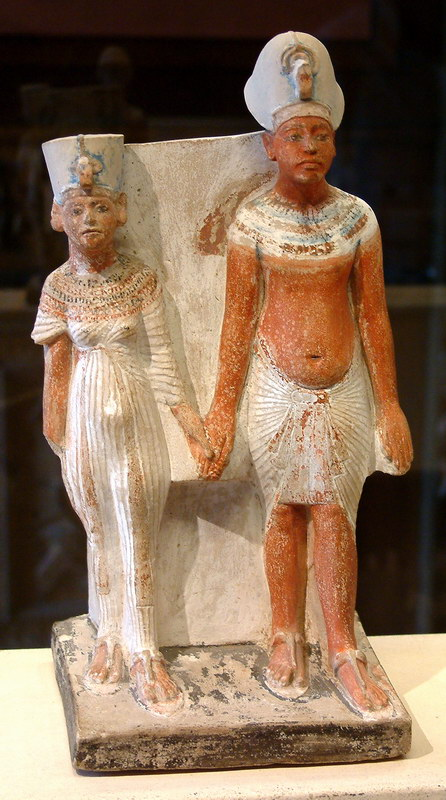
Echnaton und Nofretete im Louvre

Die Bauarbeiten wurden in Rekordzeit vorangetrieben, indem man die Bevölkerung und vor allem das Militär in die Arbeiten einbezog. Im 8. Regierungsjahr erfolgte am 30. Achet IV (21. Novemberjul./ 9. Novembergreg.) die offizielle Übergabe Achetatons. Winfried Barta vermutet in diesem Datum den ursprünglichen Krönungstag Echnatons im Jahr 1353 v. Chr. Echnaton war ein ebenso großer Bauherr wie Ramses II. Daher ist die Theorie, dass er aus Theben vertrieben wurde, kaum haltbar. Der gesamte ägyptische Hof und die Verwaltung zogen gemeinsam mit dem Königspaar in die neue Hauptstadt. Auch das Archiv mit den außenpolitischen Briefwechseln nahm man mit. Die neu errichteten Tempel waren – in Rückbesinnung auf die Sonnentempel der 6. Dynastie – mit offenem Dach gebaut, damit die wohltuenden Sonnenstrahlen unbehindert eindringen konnten.

### Herrschaft
Der Herrschaft von Echnaton und seiner Großen königlichen Gemahlin Nofretete („die Schöne ist gekommen“) wurde oftmals eine Liebe zur Kunst und Spiritualität nachgesagt. Ob Echnaton außenpolitische Dinge nicht interessierten und sich stattdessen seine Mutter Teje darum kümmerte, ist umstritten. Als Argument dafür dienen Briefe, die ausdrücklich an Teje und nicht an Echnaton gerichtet sind. Doch sind diese Briefe eher die Ausnahme und stammen vom Beginn seiner Regierungszeit, als Teje für die Nachbarstaaten schon eine bekannte Größe war und man den neuen Herrscher im Ausland noch nicht einordnen konnte. Echnaton und Nofretete verstanden sich wie alle anderen Pharaonen als Götter auf Erden, doch nunmehr als Repräsentanten des Hauptgottes in Form von Aton. Sie waren alleinige Oberpriester dieses Kultes. Die Vermittlung zwischen Gott und Gläubigem erfolgte ausschließlich durch das Herrscherpaar als alleiniger Referenz zu Aton. Sie ließen sich selbst wie Götter anbeten und bildeten nach Aussagen von Ägyptologen zusammen mit dem Gott Aton eine Art Dreifaltigkeit, was den orientalischen Religionen des Zweistromlandes nahe kommt.

### Nofretetes Mitregentschaft

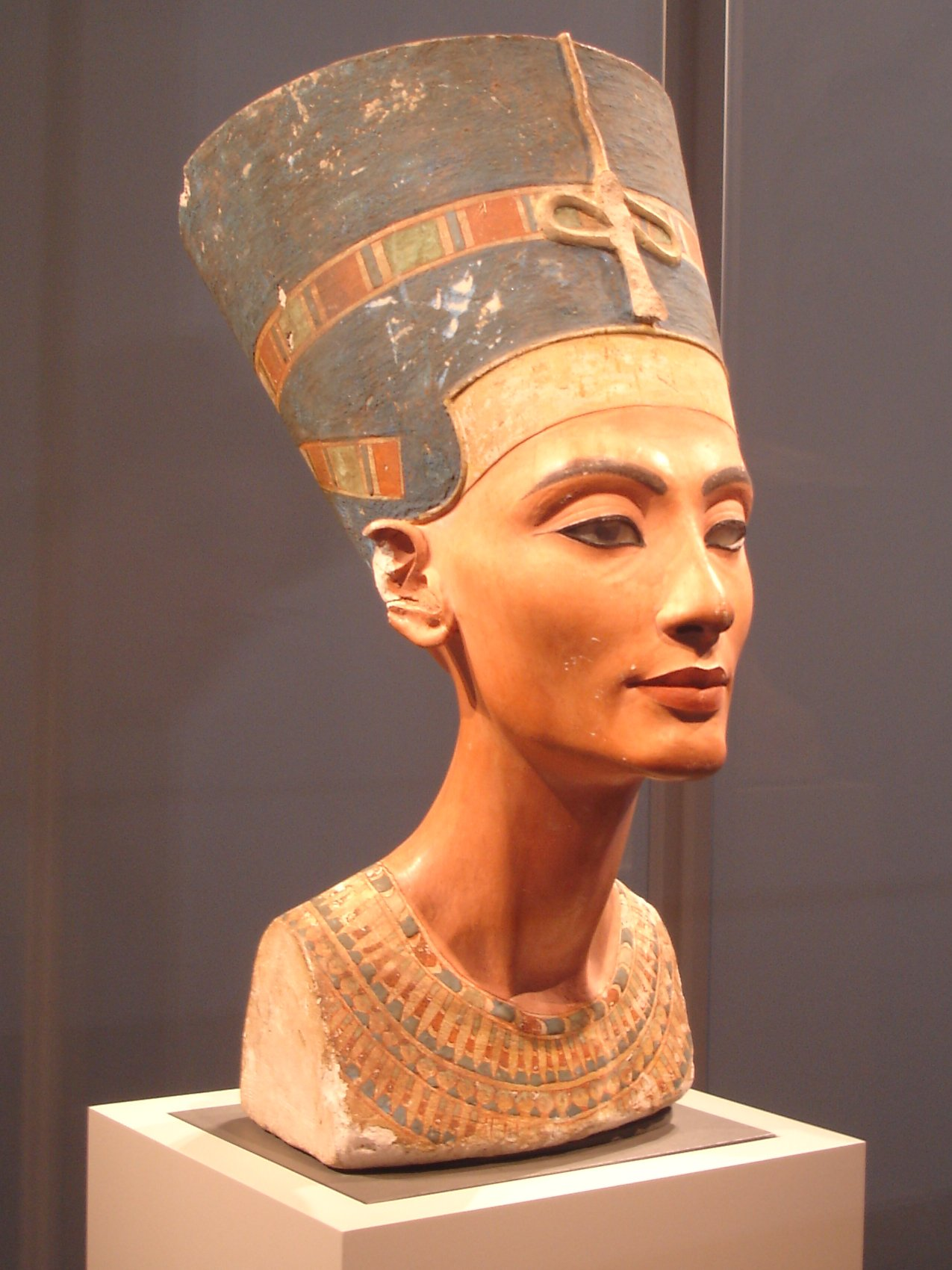
Nofretetebüste im Ägyptischen Museum Berlin

Die starke Position der Frau im alten Ägypten wurde unter Echnaton noch gesteigert. Nofretete als Hauptfrau des Pharaos wurde zu einer Art Mitregentin gemacht und zumindest mit den pharaonischen Machtsymbolen ausgestattet. In den Felsengräbern von Amarna ist sie an Echnatons Seite mehrfach in einer Art abgebildet, dass Forscher sogar eine dominante Mitregentschaft in den späten Regierungsjahren annehmen.

### Außenpolitische Situation
Durch einen glücklichen Zufall wurden 1885 (n. Chr.) in den Ruinen der Stadt Amarna etwa 300 in babylonischer Keilschrift verfasste Schrifttafeln gefunden, wobei es sich um die außenpolitische Korrespondenz Echnatons und seiner Nachfolger handelte. Diese sogenannten Amarna-Briefe spiegeln die politische Situation Ägyptens wider, beeinflusst durch das starke Reich der Hethiter, das sich noch zur Zeit Amenophis III. nördlich der asiatischen Einflusszone Ägyptens gebildet hatte.

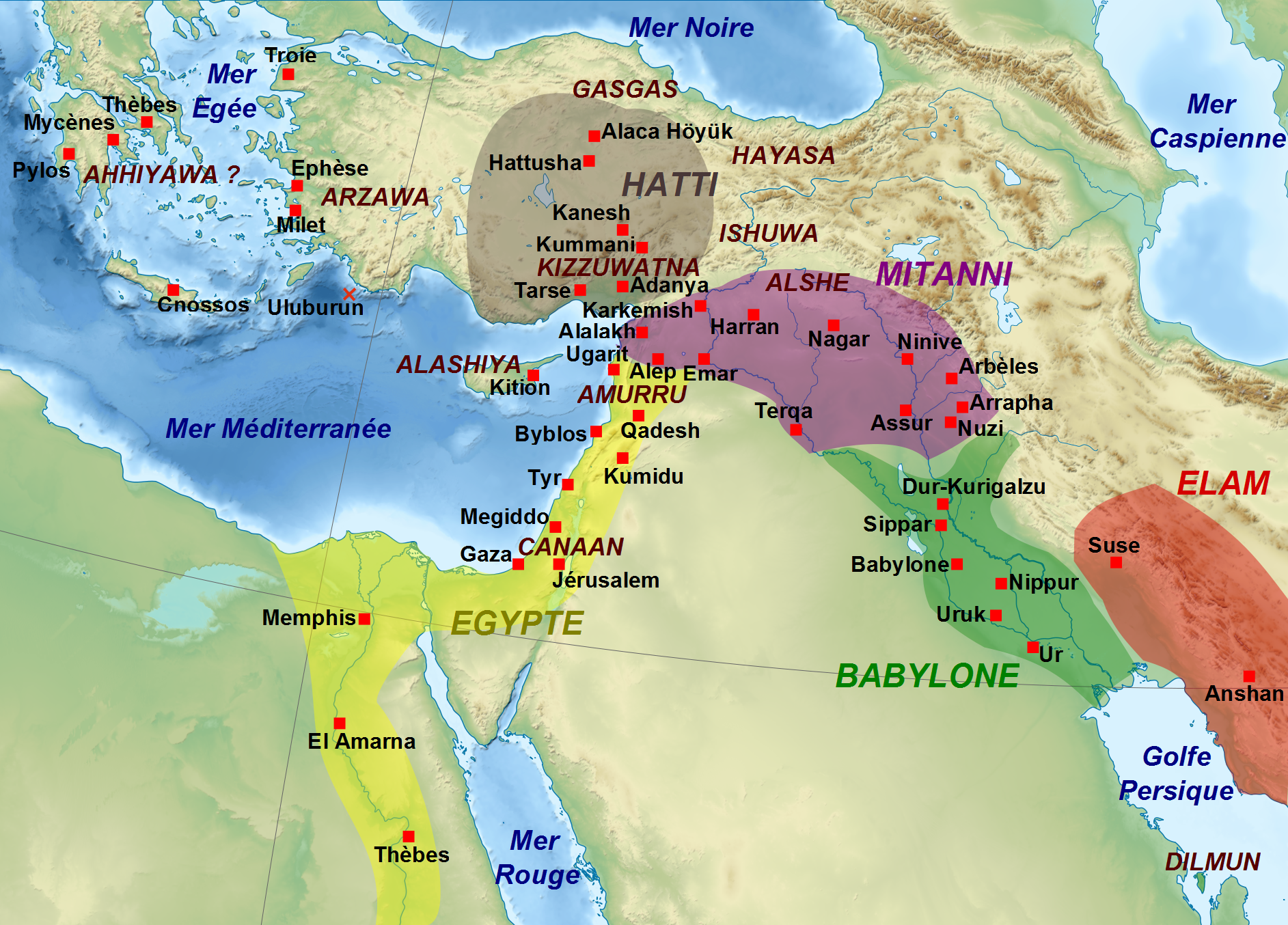
Geopolitische Lage in der Levante zur Amarna-Zeit

Beispielsweise begrüßt darin Schuppiluliuma I., König der Hethiter, Echnaton zu seiner Thronbesteigung. Zur Einweihung der neuen Hauptstadt Achetaton erschien eine hethitische Delegation mit Geschenken. Kurze Zeit später jedoch fragt der Hethiterkönig an, warum man seine Briefe nicht beantworte.
Grund der aufgetretenen Spannungen war der Abfall einiger syrischer Vasallen von Ägypten und ihre Hinwendung zum Einflussbereich der Hethiter. Abdi-Aširta und sein Sohn und Nachfolger Aziru herrschten seit längerer Zeit am oberen Orontes in Amurru. Aziru und der syrische Fürst Itakama von Kadesch wechselten später die Seiten und schlossen Bündnisse mit dem Hetitherreich. Bis auf die Städte Simyra und Byblos eroberte Aziru alle nordsyrischen und phönizischen Küstenstädte. Hintergrund war die Ernennung des zuvor gleichrangigen Abi Milki zum Gouverneur für die gesamte Region. Nach dessen Ernennung kündigten Aziru und Zimrida von Sidon das Bündnis auf. Gemeinsam mit den Hethitern eroberte er Nija und drang gegen die Stadt Tunip vor.
Aus dieser Phase erhalten ist der Hilferuf der Stadtältesten an den Pharao: „Wer hätte früher Tunip plündern können, ohne dass Manachpirija (Men-cheperu-Re) ihn zur Strafe geplündert hätte? ... und wenn Aziru in Simyra eindringt, so wird er uns tun, was ihm gefällt auf dem Gebiete unseres Herrn, des Königs, und trotz alledem hält unser Herr sich von uns zurück. Und nun weint Deine Stadt Tunip und ihre Tränen fließen, und es gibt keine Hilfe für uns. ... haben wir an unseren Herrn, den König von Ägypten, Boten gesandt, aber keine Antwort ist uns gekommen, nicht ein einziges Wort.“
Rib-Addi aus Byblos bat Echnaton wiederholt um Hilfe gegen die Truppen Azirus bei dessen Angriff auf Simyra, doch vergeblich. Simyra wurde zerstört, der ägyptische Gesandte erschlagen. Insgesamt wurden in Amarna mehr als 60 Schreiben des Rib-Addi mit der Bitte um Hilfe gefunden.
In Palästina regte sich der Widerstand unter den Apiru, die Megiddo, Askalon und Gezer bedrohten und letztlich unter ihre Kontrolle brachten. Die Hilferufe aus dieser Region führten nur zu halbherzigen und erfolglosen Maßnahmen durch den Herrscher in Achetaton. So gingen diese Gebiete dem Reich verloren. Vor diesem Hintergrund findet nicht zuletzt der Aufstieg des Offiziers Haremhab zum späteren Pharao statt.

### Tod und Nachfolge

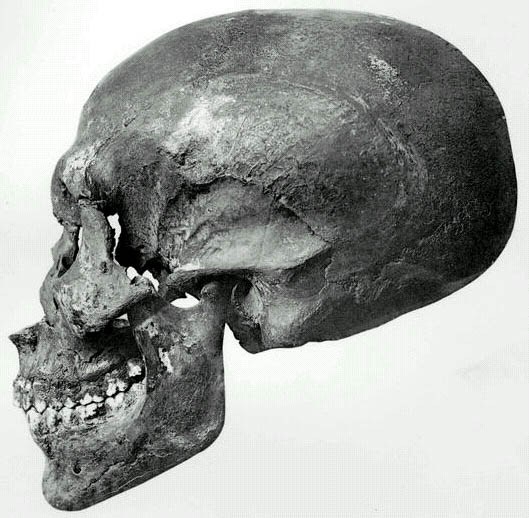
Schädel der Mumie aus KV55, möglicherweise Echnaton

Echnatons Tod ist ungeklärt. Er starb im 17. Jahr seiner Regierung und wurde wohl zunächst in der neuen Königsgruft von Amarna bestattet. Eine Untersuchung des Grabes brachte Fragmente des Sarkophages und einige Hinweise auf die Grabausstattung zutage.
Reeves sieht in WV25 im Tal der Könige (Westtal) ein früh begonnenes, unvollendetes Grab für Echnaton. Es gibt Vermutungen, dass Echnaton Opfer eines Anschlags geworden sei, denn seine Politik wurde als Verstoß gegen die Maat interpretiert. Aus diesem Grund wurde er offenbar Opfer der in der ägyptischen Kultur üblichen damnatio memoriae („Tilgung des Gedenkens“), so dass er bis zur Entdeckung seines Grabes in Vergessenheit geriet. Nach seiner Regierungszeit lösten sich die Herrscher schnell ab, was als Nachfolgestreitigkeiten gedeutet wurde und gewaltsame Übergriffe nicht unwahrscheinlich macht, zumal Echnatons einziger Sohn, der Thronfolger Tutanchamun, beim Tod des Vaters noch ein Kleinkind war oder Echnaton sogar ohne männliche Nachfolger starb (siehe Grab und Mumie).
Zunächst scheint es zwischen der Königinwitwe Kija, die ausländischer Abstammung war und vermutlich identisch mit der aus dem Harem seines Vaters Amenophis III. übernommenen Mitanni-Prinzessin Taduchepa, und seiner ältesten Tochter Meritaton zum Kampf um den Thron gekommen zu sein. Kija dürfte wohl jene Person sein, welche für die Daḫamunzu-Affäre verantwortlich zeichnet, indem sie, zwecks Festigung ihrer prekären Stellung am ägyptischen Hof, den Hethiterkönig um einen seiner Söhne als Gemahl und zukünftigen König für Ägypten bat. Noch bevor dieser eintraf, wurde Kija jedoch von ihrer Rivalin verdrängt und der potentielle hethitische Gemahl auf dem Weg nach Ägypten ermordet.
Meritaton heiratete nach ihrer Thronbesteigung Semenchkare, dessen Identität unbekannt ist, der aber vermutlich einer Seitenlinie des Königshauses entstammte. Eine von Anfang an umstrittene und mittlerweile überholte Theorie besagt, dass Nofretete entgegen allen bisherigen Annahmen Echnaton überlebt hat und nach ihm unter dem Namen Semenchkare den Thron bestieg. Die Darstellung von Nofretete als Schutzgöttin ihres verstorbenen Gatten an den Ecken des in Fragmenten erhaltenen und wieder rekonstruierten Steinsarkophags von Echnaton (im Garten des Ägyptischen Museums in Kairo) und ein kleines Relief, auf dem Nofretete beim Erschlagen von Feinden dargestellt wird, wurde dahingehend interpretiert, dass sie nach dem Tode Echnatons sogar eine kurze Zeit lang Ägypten allein regiert habe. Es wird zum Teil immer noch behauptet, dass Semenchkare in Wirklichkeit weiblich war (vgl. Cyril Aldred). Überdies enthielten sowohl der Semenchkare zugeordnete Thronname (Anch-cheperu-Re) als auch sein Eigenname den Zusatz „meri-wa-en-Re“ (Geliebt vom einzigen des Re), wobei „wa-en-Re“ Bestandteil von Echnatons Thronname ist. Mittlerweile wird aber von der seriösen Forschung nicht mehr in Frage gestellt, dass Nofretete einige Jahre vor Echnaton verstarb. Als Zeitpunkt geben einige Quellen das 12. Regierungsjahr, andere Quellen das 14. Regierungsjahr von Echnaton an. Im Dezember 2012 wurde bekannt, dass eine Inschrift in einem Steinbruch bei Dair al-Berscha, nördlich Amarnas, gefunden wurde, in der Nofretete als die herrschende Königin genannt wird. Sie wurde aufgeschrieben am 15. Tag des Dritten Monats der Überschwemmungsjahreszeit des 16. Regierungsjahres des Echnaton. Die dritte Zeile beginnt mit den Worten „Große Königliche Gemahlin, seine Geliebte, Herrin der Beiden Länder, Neferneferuaton Nefertiti“.

### Grab und Mumie
Echnaton hatte ursprünglich ein Grab bei Amarna für sich und seine Familie errichten lassen (Amarna Grab 26). Seine zweite Tochter Maketaton wurde wahrscheinlich nach ihrem frühen Tod hier begraben; ein Sarkophag in Kindergröße konnte aus Fragmenten rekonstruiert werden. Ob Echnaton selbst je in Amarna 26 begraben wurde, ist unbekannt, da keine eindeutigen Spuren weiterer Begräbnisse gefunden werden konnten.
Im Januar 1907 wurde im Tal der Könige von Edward Russell Ayrton das nun als KV55 bekannte Grab entdeckt. Darin fand man Grabbeigaben mit den Namen verschiedener Personen und eine Mumie aus der Zeit der späten 18. Dynastie, die bereits in sehr schlechtem Zustand war und bei den ersten Untersuchungen zu einem Skelett zerfiel. Wohl aufgrund des ursprünglich für eine Frau hergestellten Sarges, der für weibliche Begräbnisse typischen Armhaltung und den bereits zerfallenen männlichen Geschlechtsteilen wurde die Mumie zuerst für eine Frau gehalten. Grafton Elliot Smith untersuchte die Mumie einige Monate später und identifizierte einen jungen Mann von etwa 25 Jahren mit ungewöhnlich breiten Hüften und einer ungewöhnlichen Kopfform, möglicherweise einem Hydrocephalus geschuldet. Allerdings schlug Smith später die Möglichkeit vor, der Mann könne am Fröhlich-Syndrom gelitten haben. Dieses verlangsamt die normale Entwicklung unter anderem der Knochen und hätte ein höheres Todesalter möglich gemacht.
Damit galt die Mumie u. a. Smith, Gaston Maspero und Arthur Weigall als Echnaton. Nach der Entdeckung des Grabs des Tutanchamun (KV62) wurde die Ähnlichkeit der Mumien bemerkt und für beide die gleiche Blutgruppe nachgewiesen, so dass ein Verwandtschaftsverhältnis als wahrscheinlich gilt.
Spätere Untersuchungen fanden jedoch keine Hinweise auf eine verlangsamte Knochenentwicklung, verneinten den Hydrocephalus und verringerten das Todesalter sogar auf nur 20 Jahre. Ein solches Alter schließt eine Identifizierung mit Echnaton aus, da dieser bereits im ersten Jahr seiner 17-jährigen Herrschaft Vater wurde und daher frühestens mit Anfang 30 gestorben sein kann. Da die Identität der Mumie eng mit dem Todeszeitpunkt zusammenhängt, wurden die Überreste im Laufe der Jahre noch mehrfach untersucht mit sehr verschiedenen Ergebnissen: Außer Smith kamen auch Douglas Derry und Ronald Harrison auf ein Alter von 25–26 Jahren. Zwei Studien schätzten die Mumie auf etwa 35, Joyce Filler auf Anfang 20 und Eugen Strouhal sogar auf nur 19-22. 1931 schlug Rex Engelbach als Erster eine Identifikation der Mumie mit Semenchkare vor, jenem Nachfolger Echnatons, über den wenig bekannt ist und der in diesem Fall ein älterer Bruder Tutanchamuns gewesen sein könnte.
2010 wurden an einer Reihe von Mumien aus der auslaufenden 18. Dynastie genetische Tests vollzogen. Durch diese konnte die Mumie der Königin Teje identifiziert werden. Dabei wurde festgestellt, dass es sich bei der Mumie aus KV55, der sogenannten Younger Lady, mit hoher Sicherheit um Kinder von Amenophis III. und Teje handelt und damit um die Eltern Tutanchamuns. Um das junge Alter der Mumie aus KV55 zu erklären, wurde ein Computertomographie-Scan durchgeführt und das Todesalter auf 35-45 Jahre festgelegt.
Das letztere Ergebnis führte schnell zu Widerspruch seitens mehrerer Experten. Diese kritisierten, dass nur ein einziger Hinweis auf ein höheres Alter angegeben wurde (eine degenerative Veränderung der Wirbelsäule) sowie die mangelnde Erklärung für die häufig zitierten Hinweise auf ein junges Alter. Eugen Strouhal bestritt sogar, dass eine degenerative Veränderung der Wirbelsäule überhaupt festzustellen sei.
Weiterhin problematisch ist, dass die KV55-Mumie nicht der Vater der Mumie KV21A sein kann. Diese wurde als mögliche Mutter der totgeborenen Föten aus Tutanchamuns Grab identifiziert. In diesem Fall müsste es sich um Echnatons Tochter Anchesenamun handeln, da keine weitere Königin Tutanchamuns bekannt ist. Kate Phizackerley wies darauf hin, dass die DNA der Föten die Mumie aus KV55 als beiderseitigen Großvater ausschließt, da die Mutter der Föten in diesem Fall nicht alle vorhandenen Allele besitzen würde.
Während es vielen als gesichert gilt, dass die Mumie aus KV55 in der Tat Tutanchamuns Vater ist (wobei Strouhal einen älteren Bruder für wahrscheinlicher hält), wird die Identifikation mit Echnaton weiterhin sehr kontrovers diskutiert. Den Gegnern dieser Theorie gilt er als Semenchkare, über den hinreichend wenig bekannt ist, dass er weder als Vater noch als Bruder Tutanchamuns ausgeschlossen werden kann. Einen gewissen Konsens gibt es nur dahingehend, dass wohl bereits die Ägypter der Antike, die das Grab zerstörten und den Sarg schändeten, davon überzeugt waren, dass es sich bei der Mumie um Echnaton handele.

## Auswirkungen der Echnaton-Herrschaft

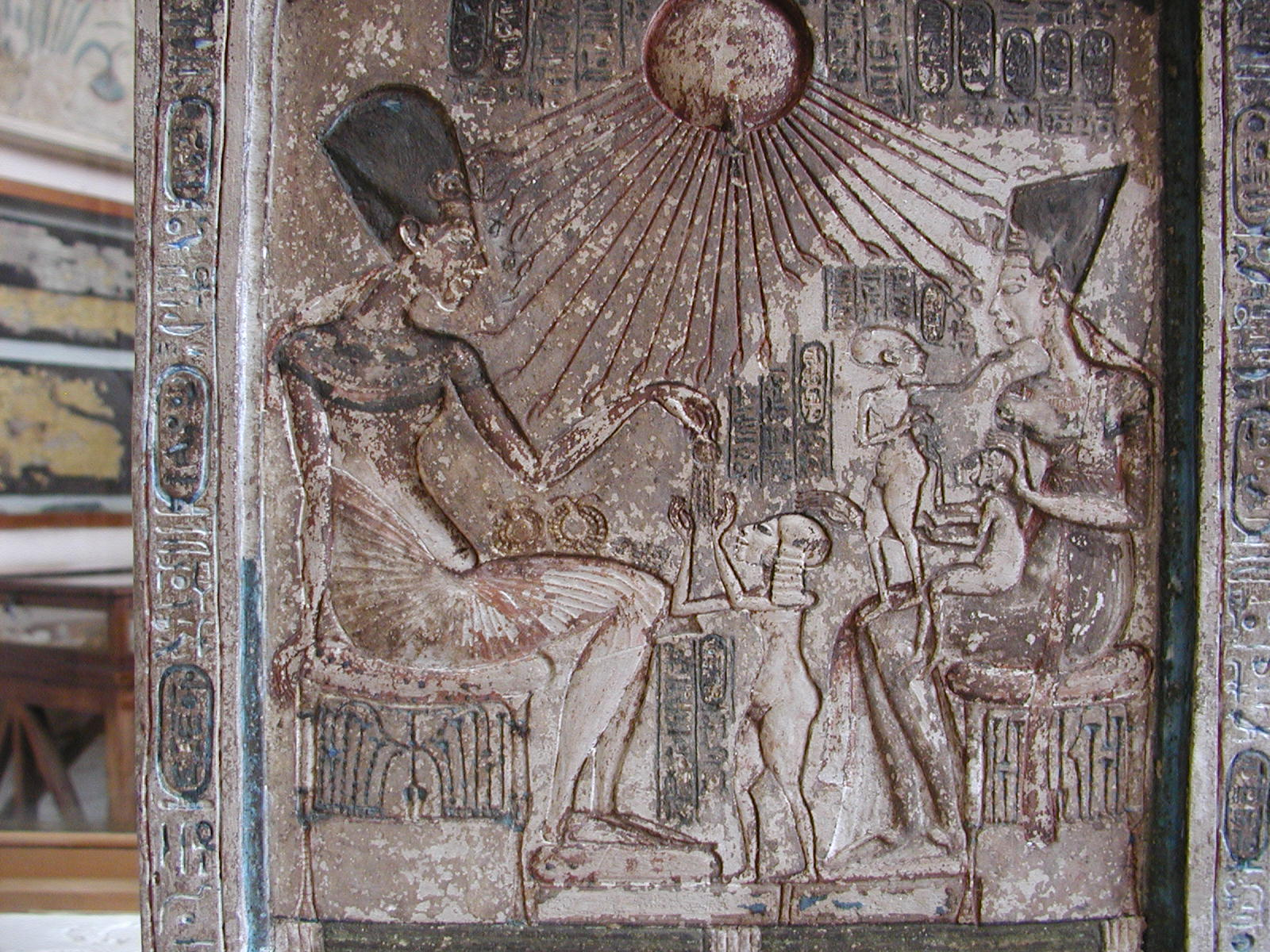
Echnaton mit seiner Familie unter Aton (Klappaltar von Kairo)

Als Gegenbild einer idyllischen Gemeinschaft wird die Herrschaft von Echnaton auch als „die schwarze Periode in der Geschichte Altägyptens“ bezeichnet. Demnach gab es unter Echnaton an Negativ-Auswirkungen für die Priesterschaft Tempelschließung, Verfolgung, Beschlagnahme der Güter, Verwahrlosung der Bildnisse der alten Götter. Dieses trug ihm in der Forschung den Beinamen „Ketzerpharao“ ein. Die kurze Phase des Umbruchs hatte allerdings die Grundlagen der ägyptischen Religion nicht erschüttert. Selbst wenn das Volk sich kurzfristig Aton zuwandte, so hatte es doch nie aufgehört, die alten Götter zu verehren. Ebenso bestand die alte Priesterschaft in Theben offenbar gleichzeitig in gewissem Umfang weiter. Zudem scheint es, dass Ägypten wegen des Rückzugs der Zentralregierung in die Wüste zu dieser Zeit einen wirtschaftlichen Rückgang erlitt.
Außenpolitisch soll Echnaton durch Ablehnung militärischer Hilfe für die von den Hethitern bedrohten ägyptischen Verbündeten den Verlust mehrerer ägyptischer Protektorate im Norden bewirkt haben. In neuerer Zeit geht man jedoch dazu über, diese um Hilfe bittenden Völker nicht als Teil von Ägypten zu sehen, sondern als vollkommen autonome Reiche, die sich an Ägypten als die stärkste Herrschaft wandten. Es scheint, als hätten die Pharaonen gezielt bestimmte Reiche gefördert und unterstützt, um das Machtgefüge im Ausgleich zu halten. Die unterlassene Hilfeleistung muss also kein Fehler, sondern kann auch durchaus politisches Kalkül gewesen sein.
Als Pharao einer religiösen Reformation, deren Vorbild u. a. in der Welt der Hirten im Osten vermutet wird – etwa der Midianiter –, und einer Kulturrevolution vollzog Echnaton jedoch die letzten folgerichtigen Schritte einer Tendenz, die bereits während der Herrschaft seines Vaters Amenophis III. entstanden war. Die sogenannte Neue Sonnen-Theologie war unter Amenophis III. immer bedeutender geworden. Der letzte Gedenkskarabäus (der sogenannte Lustsee-Skarabäus) aus dem 11. Jahr des Königs erwähnt eine Barke mit dem Namen Leuchtender Aton.

## Kunst
Während der Herrschaft von Echnaton erblühte die Amarnakunst, die sich durch die Entwicklung einer in der Forschung oftmals fälschlicherweise als „naturalistisch“ oder „expressionistisch“ bezeichneten Kunst auszeichnet, in der es von Pflanzen, Blumen und Vögeln wimmelt. Bis heute berühmt sind die Fußböden von Amarna mit ihrer Fülle an Blumen- und Tierdekors.

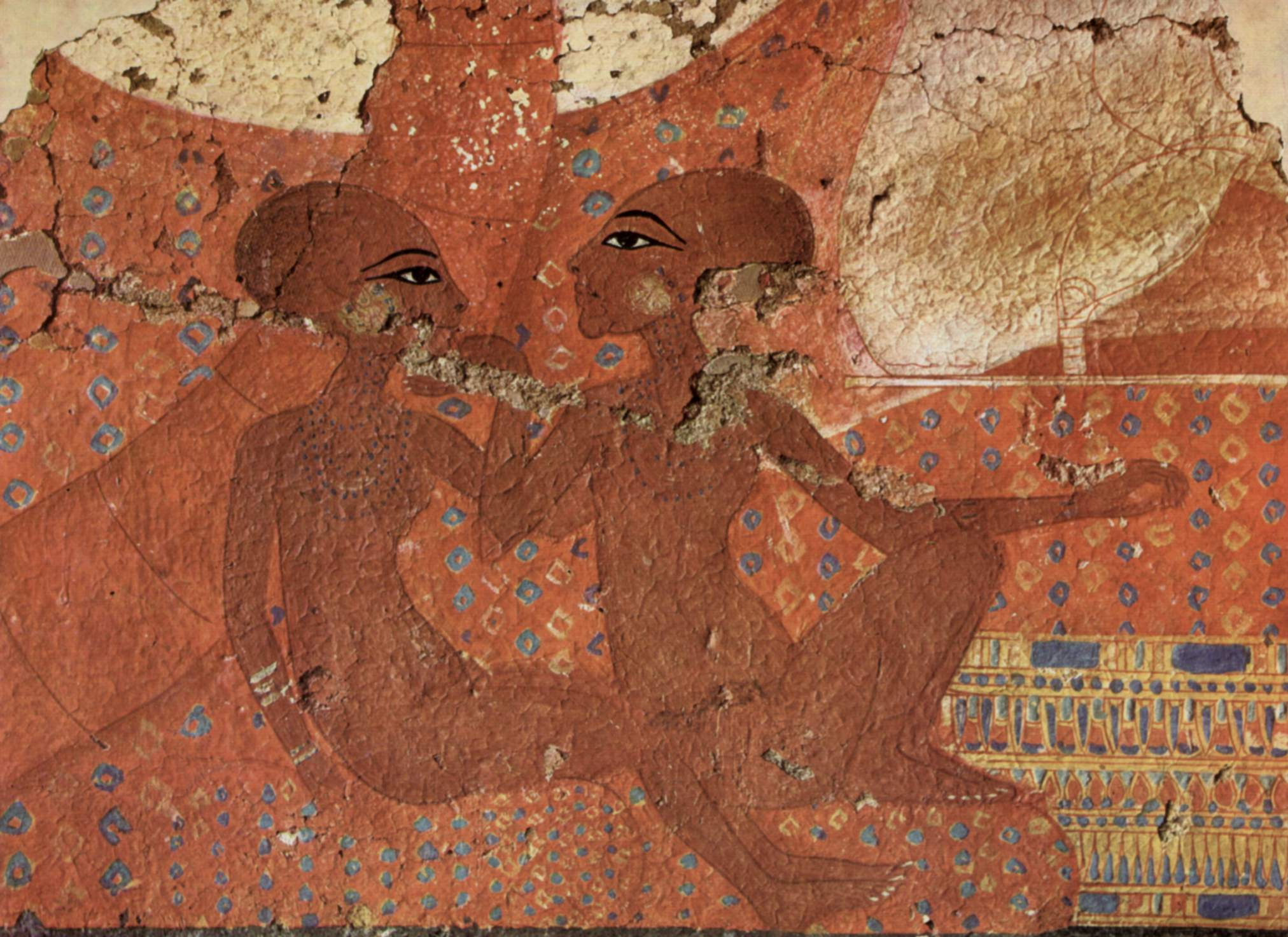
Zwei Töchter des Echnaton, Wandmalerei aus Amarna

Ein weiteres Merkmal ist die überaus realistische Darstellung der Persönlichkeiten, die manchmal sogar bis zur Karikatur übertreibt. Die traditionelle Kunst war eher idealisierend. Ebenso wurden die bisherigen Kunstregeln der Perspektivlosigkeit und Statik weitgehend aufgehoben.

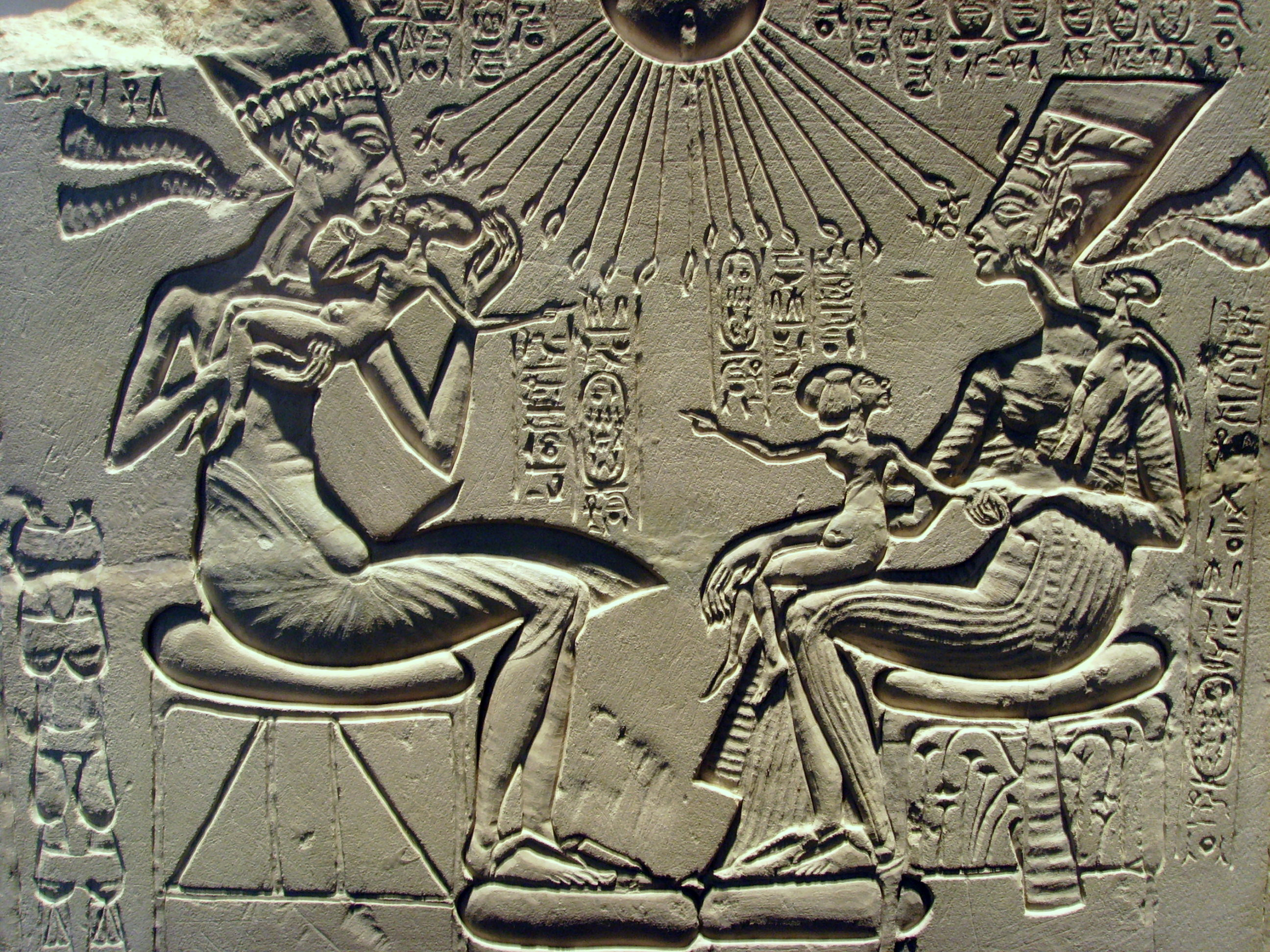
Echnaton und Nofretete mit ihren Töchtern, Ägyptisches Museum Berlin

Auf einem Relief, in dem Echnaton Aton einen Olivenzweig hinstreckt, ist seine Hand flächig ausgearbeitet, nahezu einmalig in der Amarna-Zeit und einzigartig im Gesamtkontext der ägyptischen Kunstgeschichte. Die Bildhauer rühmen sich, dass sie von dem Pharao selbst in der Ausführung des neuen Stils unterwiesen wurden. Auch die Pläne der Stadt Achet-Aton sollen auf ihn zurückgehen. Zudem wird Echnaton dichterisches Talent nachgesagt (siehe Aton-Hymnus).
Die auf ihn folgenden Pharaonen ab Haremhab taten alles, um die Spuren des häretischen Pharaos auszulöschen, so dass es nur wenige gesicherte Erkenntnisse über diese Periode gibt (Damnatio memoriae). Auch wenn nach Echnaton eine Rückkehr zu den alten Verhältnissen erfolgte, so blieb doch vieles erhalten. Die Sonnenscheibe nahm in der 19. und 20. Dynastie eine hervorgehobene Stellung ein. Künftige Königsgräber wurden ohne Knickachse angelegt und gerade, damit die Sonnenstrahlen direkt einfallen konnten. In der Kunst behaupteten sich für kurze Zeit Elemente des Amarna-Stils.

## Theorien und Spekulationen
Es wird vermutet, dass Echnaton an einer hormonellen Störung, in der Medizin als Akromegalie bekannt, litt.
Es gibt Theorien, die den biblischen Moses (der nach biblischer Überlieferung Ex 2,1ff  in Ägypten aufwuchs) und sein Gottesbild in direkte Beziehung zu Echnaton setzen und den ägyptischen Aton-Glauben in den jüdischen Adon-Glauben des Pentateuch mit großer Detailtreue abgebildet sehen. Sigmund Freud etwa betrachtet in seiner Altersstudie „Der Mann Moses und die monotheistische Religion“ den jüdischen Monotheismus als das über Moses vermittelte Erbe der Religion Echnatons.
Die These, Echnaton bilde aufgrund mehrfacher Entsprechungen eine personelle Einheit mit Moses, wird von den meisten Forschern abgelehnt. Chronologisch wird – wenn überhaupt – die auf Moses folgende Zeit der israelitischen Landnahme in der Regel nicht mit der Zeit Echnatons verbunden, sondern ein bis zwei Jahrhunderte später in die Zeit der Ramessiden datiert.
Auch eine Begegnung Echnatons mit dem biblischen Joseph, wie sie in den Josephs-Romanen von Thomas Mann dargestellt wird, lässt sich historisch nicht belegen. Der Ägyptologe Jan Assmann zieht zwar vielfach Parallelen zwischen beiden, schließt jedoch eine direkte Bekanntschaft aus.
Im Jahr 1907 gelangte ein angeblicher Zeh des Pharaos nach Europa. Wo er danach gelagert wurde, ist aber unbekannt. Auf Vermittlung des Schweizer Mumienwissenschaftlers Frank Rühli konnte das Körperteil im April 2010 wieder nach Ägypten verbracht werden und wird nach Angaben der Altertümerverwaltung künftig im Ägyptischen Museum in Kairo zu sehen sein.

## Forschungschronologie
Echnaton ist eine der umstrittensten Personen der ägyptischen Geschichte. Besonders kurz nach seiner Wiederentdeckung kursierten unter Ägyptologen die wildesten Theorien: So soll er eine Frau gewesen, auf einem Nubienfeldzug kastriert worden oder ein verstoßener Priester des Re gewesen sein.

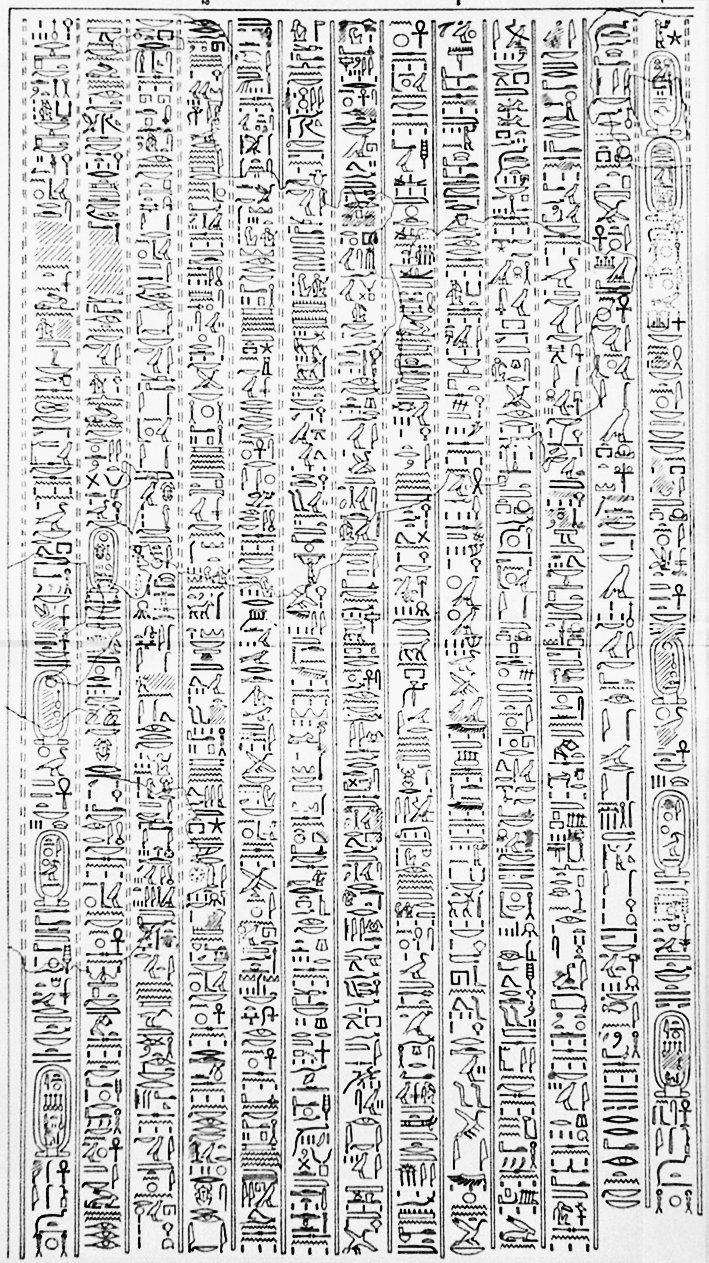
Der sogenannte „Große Aton-Hymnus“ im Grab des Eje in Amarna; Umzeichnung aus N. de G. Davies, The Rock Tombs of El Amarna VI, 1908, pl. XXVII

- 1714: Claude Sicard, ein reisender Jesuit, bemerkt eine der Grenzstelen der Stadt Amarna (Stele A).
- 1798–1799: Die ägyptische Expedition Napoleons entdeckt die dazugehörige Stadt, publiziert in Description de l'Egypte.
- 1826: John Gardner Wilkinson und James Burton kehren zurück nach Amarna, vollenden die Arbeiten und veröffentlichen die Ergebnisse im mehrbändigen Werk Manners and Customs of the Ancient Egyptians, mit Skizzen, Abklatschen der Reliefs und Plänen.
- 1828: Champollion besucht Amarna, widmet der Stadt jedoch nur einen Tag. Seine Eindrücke von Echnaton (grotesque) werden oft zitiert.
- 1845: Das maßgebende Werk Aegyptens Stelle in der Weltgeschichte von Christian K.J. Bunsen erscheint in drei Bänden. Hier erscheint Echnaton nach wie vor als Frau, sowie „Amentuanch“ als nubischer Gegenkönig. Im vierten Band korrigiert Bunsen Echnatons Geschlecht.
- 1851: Karl Richard Lepsius veröffentlicht seine Forschungsergebnisse, darunter nicht nur Echnatons wahres Geschlecht, sondern auch die Erkenntnis, dass es monotheistische Bestrebungen sowie Gegenbewegungen gegeben hat. Er vermutet Einflüsse aus Äthiopien oder Vorderasien. Er hält Teje für eine bürgerliche Frau und Echnaton für einen Priester des Re. Ein Nachdruck des Werkes erschien 1981 (Ueber den ersten ägyptischen Götterkreis und seine geschichtlich-mythologische Entstehung). Die weit verbreitete Vorstellung, Echnaton sei eine Frau gewesen, wird durch die Veröffentlichung korrigiert.
- 1859: Heinrich Brugsch veröffentlicht die erste Geschichte Ägyptens unter den Pharaonen und behandelt auf fünf Seiten Echnaton. Er zieht einen Vergleich zwischen Aton und Adonis, was später u. a. von Sigmund Freud aufgegriffen wird.
- 1887: Eine Fellachin entdeckt das Tontafelarchiv mit 380 Tafeln. Sie verkauft sie an einen Nachbarn, der sie zerbricht und verschiedenen Antiquitätenhändlern anbietet, die es jedoch aufgrund der verwendeten Schriftsprache als Fälschung ablehnen.
- 1891/1892: Das Grab wird unter der „theoretischen Aufsicht“[53] von Alessandro Barsanti, dem „Mann für alle Gelegenheiten“[53] der Ägyptischen Altertumsverwaltung, geräumt.
- 1891/92: Flinders Petrie führt Ausgrabungen in Amarna durch. Er widmet sich u. a. den Werkstätten und den Gebrauchs- und Dekorationsartikeln.
- 1892: Howard Carter nutzt seine Hilfstätigkeit bei Petrie, um das Königsgrab zu besuchen. Er fertigt Kopien der wichtigsten Szenen an, die er an das englische Magazin The daily Graphic verkauft. Sie erschienen am 23. März 1892.
- 1907: Theodore M. Davis entdeckt das Grab KV55. Eine Verbindung zu Echnaton wird festgestellt, sie ist jedoch unklar. Es existieren viele Meinungen, darunter diejenige, Echnaton sei dort beerdigt worden.
- 1911–1914: Die Deutsche Orient-Gesellschaft (DOG) gräbt unter der Leitung von Ludwig Borchardt. 1912 wird die Büste der Nofretete gefunden, am 20. Januar 1913 kommt es zu der später umstrittenen Fundteilung.
- 1925/26: Die Echnaton-Kolosse werden in Karnak entdeckt.

### Biografien
- Bernhard Albers: Echnaton. Der Untergang einer Familie. ein Essay (= Rimbaud-Taschenbuch. Nr. 83). Rimbaud, Aachen 2013, ISBN 978-3-89086-453-2 (enthält: Kapitel 1: Echnaton als Künstler; 2: Der Sonnengesang des Echnaton.; 3: Echnaton in der Oper.)
- Cyril Aldred: Echnaton. Lübbe, Bergisch Gladbach 1968.
- Darrell D. Baker: The Encyclopedia of the Egyptian Pharaohs. Band I: Predynastic to the Twentieth Dynasty (3300–1069 BC). Bannerstone Press, London 2008, ISBN 978-1-905299-37-9, S. 13–18.
- Johannes Bertram: Echnaton, der große im Schauen. Eine religionsphilosophische Studie. Hamburger Kulturverlag, Hamburg 1953.
- Michael E. Habicht: Nofretete und Echnaton. Das Geheimnis der Amarna-Mumien. Koehler & Amelang, Leipzig 2011, ISBN 978-3-7338-0381-0.
- Erik Hornung: Echnaton. Die Religion des Lichtes. Artemis, Zürich 1995; Patmos, München 2003, ISBN 3-7608-1111-6, ISBN 3-491-69076-5.
- Franz Maciejewski: Echnaton oder Die Erfindung des Monotheismus. Zur Korrektur eines Mythos. Osburg, Berlin 2010, ISBN 978-3-940731-50-0.
- Susanne Martinssen-von Falck: Die großen Pharaonen. Vom Neuen Reich bis zur Spätzeit. Marix, Wiesbaden 2018, ISBN 978-3-7374-1057-1, S. 99–113.
- Peter Priskil: Echnaton – Träumer, Fanatiker oder Revolutionär? Ahriman, Freiburg 2001, ISBN 3-89484-704-2.
- Nicholas Reeves: Echnaton. Ägyptens falscher Prophet (= Kulturgeschichte der Antiken Welt. Band 91). von Zabern, Mainz 2002, ISBN 3-8053-2828-1.
- Hermann A. Schlögl: Amenophis IV. Echnaton. Rowohlt, Reinbek 1986, ISBN 3-499-50350-6.
- Hermann A. Schlögl: Echnaton. Beck, München 2008, ISBN 978-3-406-56241-9.
- Thomas Schneider: Lexikon der Pharaonen. Albatros, Düsseldorf 2002, ISBN 3-491-96053-3, S. 66–71.
- Steffen Wenig: Amenophis IV. In: Wolfgang Helck (Hrsg.): Lexikon der Ägyptologie (LÄ). Band I, Harrassowitz, Wiesbaden 1975, ISBN 3-447-01670-1, Sp. 210–219.

### Zur Aton-Religion
- Jan Assmann: Moses der Ägypter. Hanser, München 1998, ISBN 3-446-19302-2.
- Hazim Attiatallah: Der Monotheismus vor Echnaton’s Zeit. In: Göttinger Miszellen. (GM) Nr. 121, Göttingen 1991, S. 19–24.
- Mubabinge Bilolo: Le Créateur et la Création dans la pensée memphite et amarnienne. Approche synoptique du «Document Philosophique de Memphis» et du «Grand Hymne Théologique» d’Echnaton. Munich 1988, 2. Auflage, Paris 2005, ISBN 978-2-911372-34-6.
- Sayed Tawfik: Aton Studies/1 : Aton Before the Reign of Akhenaton. In: Mitteilungen des Deutschen Archäologischen Instituts, Abteilung Kairo. (MDAIK) Nr. 29, von Zabern, Mainz 1972, S. 77–86.
- Sayed Tawfik: Aton Studies : 3. Back again to Nefer-neferu-Aton. In: Mitteilungen des Deutschen Archäologischen Instituts, Abteilung Kairo. Nr. 31, von Zabern, Mainz 1975, S. 159–168.
- Sayed Tawfik: Aton Studies : 4. Was Aton – The God of Akhenaten – Only a Manifestation of the God Re'? In: Mitteilungen des Deutschen Archäologischen Instituts, Abteilung Kairo. Nr. 32, von Zabern, Mainz 1976, S. 217–226.
- Sayed Tawfik: Aton Studies : 5. Cult Objects on Blocks from the Aton Temple(s) at Thebes. In: Mitteilungen des Deutschen Archäologischen Instituts, Abteilung Kairo. Nr. 35, von Zabern, Mainz 1979, S. 335–344.
- Sayed Tawfik: Aton Studies. In: Mitteilungen des Deutschen Archäologischen Instituts, Abteilung Kairo. Nr. 37, von Zabern, Mainz 1981, S. 469–473.
- Sayed Tawfik: Aton Studies. : 7. Did any daily cult ritual exist in Aton Temples at Thebes? An attempt to trace it. In: Mitteilungen des Deutschen Archäologischen Instituts, Abteilung Kairo. Nr. 44, von Zabern, Mainz 1988, ISBN 3-8053-1039-0, S. 275–281.

### Detailfragen
- James P. Allen: Further Evidence for the Coregency of Amenhotep III and IV? In: Göttinger Miszellen Nr. 140, Göttingen 1994, S. 7–8.
- Jürgen von Beckerath: Einige Bemerkungen zu der vermuteten Koregenz Amenophis' III. und IV. In: Göttinger Miszellen Nr. 83, Göttingen 1984, S. 11–12.
- Christian Cannuyer: Akhet-Aton: Anti-Thèbes ou sanctuaire de globe? A propos d'une particularité amarnienne méconnue. In: Göttinger Miszellen Nr. 86, Göttingen 1985, S. 7–12.
- Marianna Doresse: Observations sur la publication des blocs des temples atoniens de Karnak: The Akhenaten Temple Project. In: Göttinger Miszellen Nr. 46, Göttingen 1981, S. 45–79.
- Andreas Finger, Christian Huyeng: Das Objekt Berlin 14145. In: Isched. Journal des Aegypten Forum Berlin e. V. Nr. 02, 2010, Berlin 2010, S. 5–15, (PDF-Datei; 136 kB).
- Michael E. Habicht: Some reflections on the proposed 8-year co-regency of Amenhotep III and Amenhotep IV Akhenaton. In: Göttinger Miszellen Nr. 241, Göttingen 2014, S. 25–36.
- Erik Hornung: The New Kingdom. In: Erik Hornung, Rolf Krauss, David A. Warburton (Hrsg.): Ancient Egyptian Chronology (= Handbook of Oriental studies. Section One. The Near and Middle East. Band 83). Brill, Leiden / Boston 2006, ISBN 978-90-04-11385-5, S. 197–217 (Online).
- Friedrich Junge: Ein Bruchstück vom Kopf einer Achenaten-Statue aus Elephantine. In: Mitteilungen des Deutschen Archäologischen Instituts, Abteilung Kairo. Nr. 47, von Zabern, Mainz 1991, S. 191–194
- Rolf Krauss: Kija – ursprüngliche Besitzerin der Kanopen aus KV 55. In: Mitteilungen des Deutschen Archäologischen Instituts, Abteilung Kairo. Nr. 42, von Zabern, Mainz 1986, S. 67–80.
- Rolf Krauss: Nefertitis Ende. In: Mitteilungen des Deutschen Archäologischen Instituts, Abteilung Kairo. Nr. 53, von Zabern, Mainz 1997, S. 209–219.
- Heinz Kreutz: Echnaton als Künstler oder Das Triptychon. Versuch einer Annäherung. Rimbaud, Aachen 2011, ISBN 978-3-89086-508-9
- Christian E. Loeben: Eine Bestattung der großen königlichen Gemahlin Nofretete in Amarna? : Die Totenfigur der Nofretete. In: Mitteilungen des Deutschen Archäologischen Instituts, Abteilung Kairo. Nr. 42, von Zabern, Mainz 1986, S. 99–107.
- Yahia el-Masry: New Evidence for Building Activity of Akhenaten in Akhmim. In: Mitteilungen des Deutschen Archäologischen Instituts, Abteilung Kairo. Nr. 58, von Zabern, Mainz 2002, ISBN 3-8053-2979-2, S. 391–398.
- Irmtraut Munro: Zusammenstellung von Datierungskriterien für Inschriften der Amarna-Zeit nach J. J. Perepelkin „Die Revolution Amenophis' IV“, Teil 1 (russ.), 1967. In: Göttinger Miszellen. Nr. 94, Göttingen 1986, S. 81–88.
- Peter Munro: Anmerkungen zu zwei Königsplastiken der Amarna-Zeit. In: Mitteilungen des Deutschen Archäologischen Instituts, Abteilung Kairo. Nr. 47, von Zabern, Mainz 1991, S. 255–262.
- Jürgen Osing: Zur Koregenz Amenophis III – Amenophis IV. In: Göttinger Miszellen. Nr. 26, Göttingen 1977, S. 53–54.
- Nicholas Reeves: Akhenaten after all ? In: Göttinger Miszellen. Nr. 54, Göttingen 1982, S. 61–72.
- Nicholas Reeves: Tuthmosis IV as „Great-Grandfather“ of Tutankhamun. In: Göttinger Miszellen. Nr. 56, Göttingen 1982, S. 65–70.
- Julia E. Samson: Akhenaten’s coregent Ankhkheperure-Nefernefruaten. In: Göttinger Miszellen. Nr. 53, Göttingen 1982, S. 51–54.
- Julia E. Samson: Akhenaten’s Successor. In: Göttinger Miszellen. Nr. 32, Göttingen 1979, S. 53–58.

### Kunst
- Ägyptisches Museum und Papyrussammlung Berlin, Friederike Seyfried (Hrsg.): Im Licht von Amarna: 100 Jahre Fund der Nofretete; [Katalog zur Ausstellung vom 7. Dezember 2012-13. April 2013: 100 Jahre Fund der Nofretete]. Imhof, Petersberg 2012, ISBN 978-3-86568-842-2.
- Weltkulturerbe Völklinger Hütte (Hrsg.), Meinrad Maria Grewenig (Hrsg.): PharaonenGold. 3.000 Jahre altägyptische Hochkultur. (= Katalog zur Ausstellung in der Völklinger Hütte 2019) Edition Völklinger Hütte in der Edition Cantz, Esslingen 2019, ISBN 978-3-947563-40-1.[54]